# Hogesnelheidslijnen in Spanje

Overzicht met in gebruik zijnde en geplande lijnen met jaar van ingebruikname, 2023

De hogesnelheidslijnen in Spanje vormen een stervormig netwerk van hogesnelheidslijnen dat zich vanuit de hoofdstad Madrid vertakt naar de verschillende regio's van Spanje en tot in buurland Frankrijk. Wereldwijd vormt het het op een na langste netwerk van hogesnelheidslijnen (HSL), na China. Sinds juni 2013 heeft Spanje meer hogesnelheidslijnen dan de voormalige Europese koploper Frankrijk.
De Spaanse hogesnelheidslijnen zijn eigendom van en worden uitgebaat door Adif (Administrador de Infraestructuras Ferroviarias). Op deze lijnen rijden hogesnelheidstreindiensten met snelheden tot 310 km/h, in de eerste plaats Alta Velocidad Española (AVE) van de Spaanse nationale spoorwegmaatschappij Renfe. Op bepaalde lijnen rijden ook andere hogesnelheidstreinen van de Renfe (Avant, Alvia) en twee concurrerende maatschappijen: SNCF Quigo en Iryo. Avant-treinen rijden net als de AVE aan hoge snelheid, maar doen dit op kortere (medium) afstand. Alvia-treinen rijden met een maximumsnelheid van 250 km/h op het hogesnelheidsnet, maar kunnen daarnaast op het reguliere Spaanse breedspoor rijden.
De eerste AVE-dienst werd geïntroduceerd in 1992, tussen Madrid en Sevilla. In tegenstelling tot de rest van het Spaanse spoornetwerk, dat het bredere Iberisch breedspoor (1668 mm) gebruikt, werden de hogesnelheidslijnen aangelegd met normaalspoor (1435 mm). De stabiliteitsvoordelen van breedspoor bij hogere snelheden werden minder belangrijk geacht dan de voordelen om aan te kunnen sluiten op het Europese hogesnelheidsnet op normaalspoor.
AVE verwijst zowel naar de treindienst zelf als naar het onderdeel van de Spaanse nationale spoorwegmaatschappij Renfe Operadora dat de hogesnelheidstreinen exploiteert. Naast de Spaanse vertaling van "Spaanse hoge snelheid" is het ook een woordspeling op het woord ave, dat "vogel" betekent.

## Lijnen

Hogesnelheidslijnen in Spanje. Uitzondering (dunne lijn) Zaragoza - Huesca is een aangepast traject waar normaalspoor hogesnelheidstreinen rijden, maar ook breedspoortreinen. Status november 2023

### Madrid – Sevilla
De wereldtentoonstelling van 1992 in Sevilla was de aanleiding voor Spanje om mee te doen met het Europese hogesnelheidsnet. De RENFE bouwde een verbinding tussen hoofdstad Madrid en Sevilla van 574 kilometer lang. De spoorweg werd in 1992 geopend. Doorgaande treinen leggen de afstand af in 2 uur en 15 minuten.

#### Córdoba - Málaga
De bestaande lijn Madrid – Sevilla is op 23 december 2007 uitgebreid met een tak van Córdoba naar Málaga.

#### Sevilla - Granada - Almeria
De verbinding tussen Antequera, gelegen langs de lijn Sevilla - Malaga, en Granada is in juni 2019 geopend. Deze verbinding wordt op termijn verlengd tot Almeria.
De hogesnelheidslijndeel Sevilla - Antequera (met haltes bij Aeropuerto San Pablo de Sevilla en Osuna) was in aanbouw, vanaf 2005, en was gedeeltelijk voltooid. De werkzaamheden werden in 2011 stilgelegd wegens gebrek aan financiering. Om in de tussentijd een snellere verbinding te bieden werd besloten een verbindingsboog aan te leggen bij Almodóvar del Río tussen de Córdoba - Sevilla en de Córdoba - Málaga hogesnelheidslijnen. Dit vermijdt het tijdrovend keren in Córdoba van de hogesnelheidstreinen tussen Sevilla en Málaga. Het levert een tijdwinst op van 20 minuten.

#### Sevilla - Huelva
In 2025 worden vijf ontwerpaanvragen uitgestuurd voor het normaalspoor traject Sevilla - Huelva. Op langere termijn zal de lijn mogelijk doorgetrokken worden naar  Faro, Portugal.

### Madrid – Barcelona
In 2008 werd het Spaanse hogesnelheidsnet uitgebreid met de lijn Madrid Atocha – Barcelona. De gehele lijn is 625 kilometer lang. Tussen Madrid en Barcelona werd de reistijd verkort van ruim 6 uur naar 2,5 uur. De AVE beconcurreert daarmee de hoogfrequente vliegverbindingen Madrid-Barcelona. Het materieel heeft een maximale dienstsnelheid van 350 km/h, maar in 2007 werd aangekondigd dat de snelheid van de AVE 300 km/h zou bedragen op alle nieuwe conforme lijnen. In 2011 werd de maximumsnelheid op bepaalde delen verhoogd naar 310 km/h.
Er wordt een aansluittraject gebouwd zodat treinen van de hogesnelheidslijn Madrid - Barcelona aan te kunnen sluiten op het tunneltraject door Madrid. Dit zou bijvoorbeeld een rechtstreekse hogesnelheidsverbinding Ourense - Barcelona, zonder spoorwijdte omwisseling, mogelijk maken.

### Barcelona – Perpignan
Sinds 17 februari 2009 is de hogesnelheidslijn Perpignan - Figueres gebouwd en gereed voor gebruik. Vanaf december 2010 waren de twee oorspronkelijke TGV-diensten, die voorheen eindigden in Perpignan, doorgetrokken naar Figueres, vanwaar er een aansluiting op het Iberisch breedspoornet was richting Barcelona. Ook startte in december 2010 doorgaand goederenvervoer tussen Barcelona via Figueres naar Frankrijk. Het internationale gedeelte van de lijn, tussen Perpignan en Figueres, met onder meer de Perthustunnel, werd eerder al afgewerkt in februari 2008. Het ontbrak aan een aansluiting op het Spaanse spoorwegnet naar het station van Figueres: pas op 15 december 2010 was de aansluiting in Vilafant klaar.
Op 8 januari 2013 werd de hogesnelheidslijn tussen Barcelona Sants en Figueres officieel geopend, maar er waren nog geen doorgaande treindiensten en internationale reizigers moesten in Figueres overstappen. Na aanloop en materieelgoedkeuringsproblemen is in een SNCF/RENFE samenwerkingsverband een internationale treindienst opgestart met initieel vijf treinen op 15 december 2013.
- Madrid - Barcelona ** Perpignan - Béziers - Montpellier - Nîmes - Avignon TGV - Aix-en-Provence - Marseille. (AVE)
- Barcelona ** Perpignan - Narbonne - Montpellier - Nîmes - Paris (TGV Duplex)
- Barcelona ** Perpignan - Narbonne - Montpellier - Nîmes - Valence TGV - Paris (TGV duplex)
- Barcelona ** Perpignan - Carcassonne - Toulouse (AVE)
- Barcelona ** Perpignan - Narbonne - Montpellier - Nîmes - Valence TGV - Lyon (AVE)

De treinen stoppen in Figueres Vilafant en Girona.
De AVE trein uit Marseille rijdt als enige door naar Madrid. Alle AVE treinen van/naar Figueres hebben ofwel Barcelona of Madrid als eindbestemming. Voor dienstregelingsjaar 2014 zijn 1,85 miljoen reizigers vervoerd in Frankrijk/Spanje hogesnelheidstreinen, waarvan 800.000 internationale reizigers (deze treinen worden ook gebruikt voor binnenlandse reizen). 200.000 reizigers voor de verbinding Parijs - Barcelona. Sinds 15 december 2013 zijn er directe treinen Barcelona - Paris, Madrid - Marseille, Barcelona - Lyon en Barcelona - Toulouse.
Tussen het Franse Montpellier en Perpignan ontbreekt nog een hogesnelheidslijn. De bouw van de hogesnelheidslijn Nîmes - Montpellier is gestart in 2013 en werd afgewerkt in 2017. Voordien bedroeg de reistijd tussen Nîmes en Perpignan ongeveer twee uur en de snelste reistijd via de bestaande hogesnelheidslijnen tussen Parijs en Perpignan was voordien vijf uur. De reistijd tussen Perpignan en Barcelona zonder stops zou 45 minuten zijn in plaats van 1:20 uur met twee stops.
Tussen Mollet en station Barcelona Sants is de HSL voltooid met een nieuw spoortunnel in de binnenstad van Barcelona. Er wordt een groot nieuw station in de wijk La Sagrera gebouwd dat in 2023 afgewerkt zou zijn.
Dichtbij de luchthaven van Girona zal aan de hogesnelheidslijn een nieuw station gebouwd worden. In eerste instantie zullen de huidige hogesnelheidstreinen het station bedienen, later zal een speciale pendeldienst tussen de luchthaven en Barcelona ingevoerd worden.

#### Covid-19
In zowel Frankrijk als in Spanje waren er in begin 2020 veel reisbeperkingen, grenssluitingen en het internationaal reizen was alleen beperkt mogelijk voor hoog dringende reden. De internationale treinen werden daarom tijdelijk opgeheven. Vanaf 1 juli 2020 reden de treindiensten Barcelona - Parijs en Barcelona - Marseille weer. Vanaf 31 augustus 2020 werd de Barcelona - Marseille treindienst opgeheven en vervangen door de treindienst Barcelona - Lyon.
De verbinding Toulouse - Barcelona wordt definitief opgeheven. Pas in 2025 zal de verbinding hersteld worden.

#### Doorgang voor goederentreinen vanaf december 2010
Normaalsporige goederentreinen konden vanaf 19 december 2010 de haven van Barcelona bereiken, door gebruik te maken van gedeeltes van de hogesnelheidslijn en driesporige trajecten (breed- en normaalspoor). De goederentreinen gebruiken de volgende trajecten:
- Perpignan – Figueres-Vilafant: HSL
- Figueres-Vilafant – Aansluiting op de breedspoorlijn Portbou - Barcelona te Vilamalla. (driesporig)
- Figueres – Girona: driesporig traject. HSL in bouw
- Girona – Mollet: HSL (ten zuiden van Girona is er een aansluiting naar de HSL, Girona krijgt een eigen HSL station). Bij Montmeló was er een kort stuk waar de HSL niet klaar was en de goederentreinen werden omgeleid via een driesporig traject.
- Mollet – Barcelona haven: Driesporig traject via de noordelijke ringlijn om via de westkant van Barcelona de haven te bereiken. Bij het laatste gedeelte wordt er via de Madrid – Barcelona HSL gereden.

### Madrid – Valladolid en verder naar het noorden

#### Castilië en León

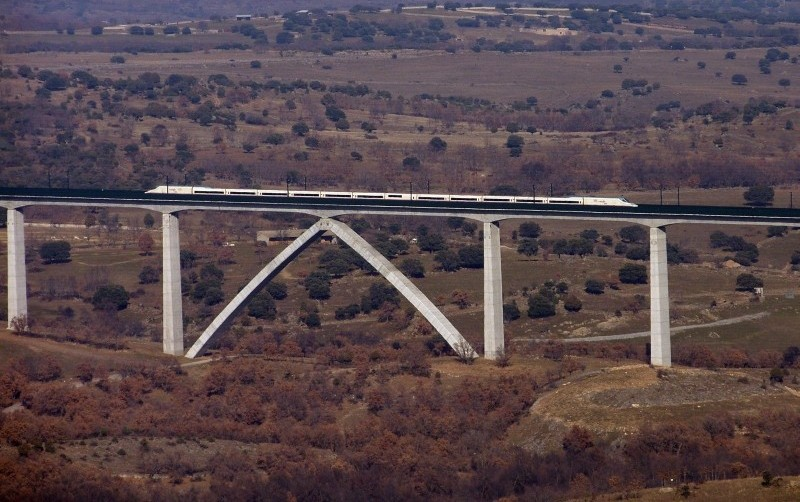
Viaduct Arroyo del Valle

De hogesnelheidslijn van Madrid-Chamartín naar Valladolid (180 km) is op 22 december 2007 in dienst genomen. Deze lijn gebruikt een ruim 28 kilometer lange tunnel onder de Sierra de Guadarrama.
Er is een station aan de hogesnelheidslijn om de stad Segovia te bedienen. Dit station Segovia-Guiomar ligt buiten de stad, ongeveer 5 km van het centrum. De klassieke spoorlijn Madrid – Segovia (eindstation ongeveer 1,5 km van het centrum) met eigen stations blijft in gebruik voor lokale treinen (Regionales). In het HSL station zijn er twee eilandperrons. De middensporen worden bij rustige momenten in de dienstregeling gebruikt als opstelspoor voor treinmaterieel.
In Valladodid wordt het station Campo Grande gebruikt door zowel lokale treinen en hogesnelheidstreinen. Er is wel een omleidingsroute aangelegd voor het goederenvervoer. Het station zal worden verbouwd om de grotere aantallen treinen en reizigers te kunnen verwerken die worden voorzien.
Op 29 september 2015 is de verlenging (165 km) van Valladolid naar Palencia en León geopend. Er zijn delen van deze uitbreidingen waar maar één spoor aangelegd wordt om de bouw- en exploitatiekosten te beperken. Wel is de ruwbouw ingericht voor twee sporen. Ook in het station Palencia kunnen zowel hogesnelheidstreinen als lokale breedspoortreinen halteren.
Op 22 juli 2022 is de hogesnelheidslijn tot Burgos (87 km) geopend. Deze lijn takt bij Venta de Baños af van de lijn naar Palencia en zal worden verlengd van Burgos via Miranda de Ebro naar Vitoria-Gasteiz (101 km). De aanbesteding voor de bouw vindt in 2025 plaats en de lijn zou in 2030 gereed moeten zijn. In Vitoria-Gasteiz zal de lijn aansluiten op de Baskische Y.

#### Cantabrië
Vanaf Palencia wordt aan een aftakking naar Santander gebouwd. Het eerste deel tot Reinosa (123 km) moet in 2033 gereed zijn. Voor de resterende 88 km tussen Reinosa en Santander wordt geen nieuwe lijn gebouwd, maar de bestaande lijn gemoderniseerd. In Reinosa komt een omsporingsinstallatie.

#### Asturias
Op 30 november 2023 is het traject tussen La Robla en Pola de Lena (50 km) met de Pajares spoortunnel (24,6 km) door het Cantabrisch Gebergte geopend om de reistijd naar Oviedo en Gijón te verkorten. De maximumsnelheid in de tunnel is 250 km/u. De treinen kunnen tot de noordkant van de tunnel op normaalspoor rijden. In Campomanes, ongeveer 6 km voor Pola de Lena is een omsporingsinstallatie. Een van de twee sporen in de tunnel is uitgerust met gemengd (normaal en breed) spoor en het ander spoor is breedspoor maar met de ombouwmogelijkheid tot normaalspoor. Op het bestaande traject tussen León en La Robla (26 km) is het mogelijk door een combinatie van gemengd spoor en gescheiden sporen op zowel normaal- als breedspoor te rijden. Dit traject moet in 2027 aangepast zijn voor een snelheid van 200 km/u. De spoorlijn van Pola de Lena naar Oviedo en Gijón zal omgebouwd worden met een maximum van 200 km/u.

#### Baskenland
De "Baskische Y" moet de grootste Baskische steden Vitoria-Gasteiz, Bilbao en Donostia-San Sebastian verbinden. Dit project was door de ETA als omstreden bestempeld en deze organisatie heeft in 2008 en 2009 enkele aanslagen gepleegd. Deze aanslagen richtten zich zowel op de lijn in aanbouw als op bij de aanleg betrokken bedrijven en hun directieleden. De Baskische Y is niet puur bedoeld voor hogesnelheidstreinen, maar ook voor goederentreinen. Voor reizigerstreinen zal een maximum snelheid gelden van 220 km/u, voor goederentreinen 120 km/u. De totale lengte wordt 175 km, waarvan 94 km voor het traject Vitoria-Gasteiz - Bilbao en de rest voor de tak naar San Sebastian en de Franse grens. De in gebruik name is voorzien voor 2030, hoewel dat in Bilbao middels een noodstation (Basauri) buiten de stad zal zijn. Tussen San Sebastian en Irun wordt de bestaande lijn aangepast om hier ook normaalspoortreinen te kunnen laten rijden. Daardoor worden over de gehele route doorgaande treinen op normaalspoor van/naar Frankrijk mogelijk. In de verdere toekomst is tussen San Sebastian en de Franse grens een nieuwe spoorlijn voorzien die zal aansluiten op een nieuwe spoorlijn uit de richting Bordeaux. Deze laatste spoorlijn zal bij Captieux zal aansluiten op de nieuw te bouwen hogesnelheidslijn Bordeaux - Toulouse.

### Noordwestelijke corridor

#### Madrid - Ourense - Santiago de Compostela
Bij Olmedo aan de lijn Madrid - Valladolid en 134 km vanaf het station Madrid Chamartin, takt de lijn naar Ourense af. Het traject van Olmedo naar Zamora (99 km) is 17 december 2015 geopend. Op 22 km van Olmedo is het station Medina del Campo AV, dat buiten de stad op ongeveer 2,5 km van het centrum ligt. Direct na Medina del Campo AV is een verbindingsspoor met omsporingsinstallatie naar de met 25 kV geëlektrificeerde breedspoorlijn richting Salamanca. In Zamora wordt gebruik gemaakt van het bestaande station. De toeleidende sporen hebben drie railstaven zodat hier zowel normaal- als breedspoor treinen kunnen rijden. De lijn is op 26 oktober 2020 verlengd van Zamora naar Sanabria AV (102 km) en op 21 december 2021 verder naar Ourense. Het deel van Sanabria AV tot Taboadela (111 km) is nieuw gebouwd. In Taboadela is een omsporingsinstallatie. Tussen Taboadela en Ourense wordt gebruik gemaakt van het oude traject (16 km) dat is voorzien van een derde rail voor normaalspoor en bovenleiding met 25 kV. Tussen Taboadela en Ourense is een nieuw, korter traject voorzien dat grotendeels in tunnels komt te liggen met ook een nieuwe brug over de Miño rivier. Het traject tussen Zamora en Ourense gaat door bergachtig terrein met veel infrastructuurwerken. Tussen Zamora en Ourense zijn nog twee stations, het al genoemde Sanabria AV en La Gudiña-Porta de Galicia op 49 km van Sanabria AV.
Op 11 december 2011 is de hogesnelheidslijn Ourense – Santiago de Compostella (88 km) geopend. Deze lijn heeft geen normaalspoor, maar breedspoor. De dwarsliggers zijn van een type dat wijziging naar normaalspoor relatief eenvoudig maakt.

#### U de Olmedo (Bypass Olmedo)
Dit is een 8 km lange verbindingsboog tussen hogesnelheidslijn richting Valladolid en de hogesnelheidslijn richting Zamora - Ourense. Deze verbindingsboog moet in 2027 gereed zijn.

#### Atlantische corridor
De lijn A Coruña - Santiago de Compostela - Pontevedra - Vigo wordt de Atlantische corridor genoemd. Dit is geen nieuw gebouwde hogesnelheidslijn, maar een gemoderniseerde lijn met breedspoor en voorzien van bovenleiding met 25 kV. De dwarsliggers zijn van een type dat wijziging naar normaalspoor relatief eenvoudig maakt. De maximumsnelheid is 200 km/u. Het deel A Coruña - Santiago de Compostela (61 km) is 11 december 2011 in gebruik genomen. Het deel Santiago de Compostela - Pontevedra - Vigo (95 km) op 18 april 2015. Op dit laatste deel zijn twee stukjes wel volledig nieuw: de 18 km tussen het ook geheel nieuw gebouwde station Vigo Urzaiz en Redondela en 26 km tussen Vilagarcía de Arousa en Angueira. Tussen Vigo en A Coruña stoppen alle hogesnelheidstreinen in Pontevedra en Santiago de Compostella, en een deel van de treinen ook in Vilagarcía de Arousa. Er is ten zuiden van Santiago de Compostella een verbindingsboog tussen de lijn richting Vigo en de lijn richting Ourense - Madrid. Een deel van de hogesnelheidstreinen Madrid - Vigo v.v. maakt gebruik van deze verbindingsboog en stopt niet in Santiago de Compostela met kop maken aldaar.

#### Verbinding via Cerdedo
Dit is een voorgestelde hogesnelheidslijn tussen Vigo en Pontevedra enerzijds en Ourense anderzijds. Een dergelijke lijn zou ongeveer de helft van de lengte hebben van de huidige route via Santiago de Compostella. Besluitvorming over de eventuele aanleg en precieze tracering heeft nog niet plaatsgevonden.

### Madrid – Valencia / Alicante-Murcia-Almería ('Levant')
Een hogesnelheidslijn tussen Madrid-Atocha en Valencia is op 12 december 2010 in dienst genomen. Deze lijn takt even ten zuiden van Madrid af van de lijn naar Sevilla en heeft een station in Cuenca waarna het nog een station heeft in Albacete, genaamd Albacete-Los Llanos. Hier gaan de AVE's vanaf 2021 door over de nieuwe hogesnelheidslijn naar Alicante en Murcia. Er wordt gewerkt aan een verlenging van deze HSL-verbinding tussen Murcia en Almeria.
Op 1 juli 2022 is de Madrileense HSL tunnel en aansluitend parallel traject tot de HSL afsplitsing naar de Levant (Valencia / Alicante / Murcia), geopend. . Deze spoorverbinding wordt voorlopig uitsluitend gebruikt door de HSL treinen van en naar Valencia / Alicante / Murcia, die allemaal doorrijden tot het station Madrid-Chamartín-Clara Campoamor. Sommige treinen rijden door over de HSL sporen door naar bestemmingen in het noorden van Spanje. Doordat er de tunnelsporen vanuit station Atocha nog geen perrons aanwezig zijn kunnen doorgaande treinen er nog niet halteren. Tot 1 juli 2022 was Atocha al wel het eindpunt van alle treinen afkomstig van de Levant hogesnelheidslijn.

### Barcelona – Valencia - Alicante - Murcia - Almeria
Alvia treinen, die zowel op breedspoor als op normaalspoor kunnen rijden, worden ingezet op de Middellandse Zee corridor (station Figueras-Vilafant) – Barcelona – Alicante. Alleen op de hogesnelheidslijn tussen Figueras en de afsplitsing bij het station Camp de Taragona kunnen deze treinen hun topsnelheid van 250km/u halen. De maximumsnelheid tussen Camp de Taragona en Valencia, is 200 km/u, op een paar lokale uitzonderingen na. De dienst wordt door de divisie Larga Distancia van Renfe uitgevoerd onder de naam Euromed. Tussen Alicante en La Encina wordt een normaalspoor hogesnelheidslijn aangelegd die bij La Encina aansluit op de bestaande hogesnelheidslijn Madrid - Alicante. Van de hogesnelheidslijn Madrid - Alicante is er een aftakkende hogesnelheidslijn naar Murcia. Die zal verlengd worden naar Almeria. De voormalig verbinding Lorca - Almeria via Guadix werd in 1985 opgeheven. De AVE treinen uit Madrid en de Euromed treinen eindigen in Murcia in een ondergronds normaalspoor station onder het bestaand bovengronds breedspoor station. Van Murcia tot Oriheula is de spoorlijn gemoderniseerd met een breedspoor en een normaal spoor naast elkaar. Vanaf Oriheula heeft de normaalsporige hogesnelheidslijn zijn eigen route met een maximumsnelheid van 220 km/u tot de aansluiting op de Madrid - Alicante hogesnelheidslijn. Sommige hogesnelheidstreinen van Murcia naar Madrid, bedienen ook het station van Alicante om aldaar te keren. Er zijn twee haltes aan de hogesnelheidslijn van/naar Murcia: Orihuela en Elche AV/Elx AV. Beide haltes worden voorlopig bediend door alle hogesnelheidstreinen.

#### Sectie Barcelona – Valencia
Deze spoorlijn is gemoderniseerd en de toegelaten snelheid is verhoogd naar 200km/u maar blijft voorlopig breedspoor. De oude route via Tortosa is kort gesloten en vervangen door een zijtak. Vanuit het HSL station Camp Taragona is een hogesnelheidsaansluiting aangelegd (met een maximumsnelheid van 200 km/u) met een aansluiting op de klassieke spoorlijn halverwege tussen L´Hospitalet de l´Infant en Calafat, een dorp in de gemeente L'Ametlla de Mar. Er zijn langs deze hogesnelheidslijn twee stations aangelegd voor lokale treinen: Cambrils en l'Hospitalet de l'Infant. Lokale breedspoortreinen bereiken deze station via een aansluitboog bij Vila Seca. Er is een tunnel van bijna 2 kilometer onder een heuvel langs de kust. De totale lengte van deze hogesnelheidslijn is ongeveer 44 kilometer.

### Doorgaande hogesnelheidsverbindingen in Madrid
Net als in Frankrijk bij Parijs rijden er treinen die de verschillende hogesnelheidslijnen vanuit Madrid met elkaar verbinden. Dit is eerst nog op beperkte schaal. Zo zijn er twee treinen per dag in beide richtingen tussen Sevilla en Barcelona en tussen Malaga en Barcelona. Deze treinen passeren Madrid zonder te stoppen. De treindelen voor Sevilla en Malaga worden gesplitst of gecombineerd in Córdoba. Door gebruik te maken van een nieuwe verbindingsboog tussen de lijnen Madrid – Valencia en Madrid – Sevilla is een nieuwe rechtstreekse trein tussen Valencia en Sevilla ingevoerd.
In Madrid zijn beide HSL-stations Atocha en Chamartín met elkaar verbonden sinds 1 juli 2022 door een nieuwe spoortunnel voor normaalspoor. Hiermee kunnen meer doorgaande hogesnelheidsverbindingen aangeboden worden. De twee andere noord-zuidtunnels zijn bovendien nodig voor het gestaag uitbreidende voorstadsnet, de Cercanías Madrid. Deze nieuwe spoortunnel is een verlenging van de HSL uit Valladolid tot de splitsing van de HSL naar Sevilla en Valencia. De bestaande normaalsporige sporen aan de oostzijde van station Chamartin (vanaf spoor 16) zijn aangesloten op de nieuwe spoortunnel. Deze tunnel komt in station Atocha uit op een nieuw ondergronds stationsgedeelte ten westen van de bestaande HSL bovengrondse kopsporen. Vandaar werd een nieuwe spoorlijn aangelegd aan de westkant de al bestaande HSL sporen tot bij de splitsing van de HSL lijnen naar Sevilla en Valencia. Dit is een viersporig traject van 24 kilometer. Er is geen aansluiting met de HSL naar Barcelona die zijn eigen toegangssporen heeft binnen station Atocha. Ter hoogte van de spoordriehoek van Madrid is er een aansluiting in bouw tussen de Barcelona hogesnelheidlijn en de Madrileense tunnelspoorverbinding. Op 1 juli 2022 werd de spoorverbinding geopend. Voorlopig zullen doorgaande hogesnelheidstreinen niet kunnen stoppen in Atocha, omdat er nog geen perrons zijn aan de nieuwe verbinding.

## Geplande uitbreidingen
Er zijn volop plannen om het Spaanse hogesnelheidsnet, met behulp van Europese subsidies, sterk uit te breiden. Feitelijk moet het AVE-net de bestaande spoorlijnen over lange afstanden gaan vervangen.
In de toekomst zal Spanje, naast via Figueres-Perpignan, ook via Vitoria-Gasteiz een hogesnelheidsverbinding met Frankrijk krijgen.
Op lange termijn is er langs Franse zijde een nieuwe hogesnelheidslijn tussen Perpignan en Montpellier (LGV Méditerranée) gepland. De TGV's rijden van Montpellier tot Perpignan over bestaand spoor. Van de aanleg van een spoorlijn tussen Perpignan en Montpellier, is alleen het deel Montpellier - Béziers is goedgekeurd en gefinancierd.

## Treinmaterieel
| Serie     | In dienst | Aantal | Fabrikant                      | Type                             | Vmax | Zitplaatsen | Treindienst   |
| --------- | --------- | ------ | ------------------------------ | -------------------------------- | ---- | ----------- | ------------- |
| Renfe 100 | 1992/95   | 24     | GEC-Alsthom en CAF/MTM/Ateinsa | TGV Atlantique                   | 300  | 345         | AVE           |
| Renfe 102 | 2005/07   | 16     | Talgo/Bombardier               | T 350 pendular                   | 330  | 316         | AVE           |
| Renfe 103 | 2007/08   | 26     | Siemens/CAF/Alstom             | Velaro E (ICE 3)                 | 350  | 403         | AVE           |
| Renfe 104 | 2004/06   | 20     | Alstom/CAF                     | ETR 460 zonder kantelmechanisme  | 250  | 236         | Avant         |
| Renfe 106 | 2024      | 10     | Talgo/ABB                      | Avril, spoorbreedte instelbaar   | 330  | 507         | AVE           |
| Renfe 106 | 2024      | 10     | Talgo/ABB                      | Avril, alleen voor 1435 mm spoor | 330  | 507         | AVE           |
| Renfe 106 | 2024      | 5      | Talgo/ABB                      | Avril, spoorbreedte instelbaar   | 330  | 581         | Avlo          |
| Renfe 106 | 2024      | 5      | Talgo/ABB                      | Avril, alleen voor 1435 mm spoor | 330  | 581         | Avlo          |
| Renfe 107 |           | 13     | Talgo/ABB                      | Avril                            | 330  | 507         | AVE           |
| SNCF 108  | 2021      | 14     | Alstom                         | TGV EuroDuplex                   | 320  | 510         | Ouigo         |
| Ilsa 109  | 2022      | 20     | Hitachi/Bombardier             | ETR 1000                         | 400  | 457         | Iryo          |
| Renfe 112 | 2010/13   | 30     | Talgo/Bombardier               | T 350 pendular                   | 330  | 363         | AVE           |
| Renfe 114 | 2011      | 13     | Alstom/CAF                     | ETR 460 zonder kantelmechanisme  | 250  | 236         | Avant         |
| Renfe 120 | 2006      | 12     | Alstom/CAF                     |                                  | 250  | 237         | Alvia, Avant  |
| Renfe 120 | 2011      | 15     | Alstom/CAF                     |                                  | 250  | 226         | Alvia         |
| Renfe 121 | 2009/11   | 29     | Alstom/CAF                     |                                  | 250  | 280         | IC, Avant, MD |
| Renfe 130 | 2007/10   | 30     | Talgo/Bombardier               |                                  | 250  | 298         | Alvia         |
| Renfe 730 | 2012/16   | 15     | Talgo/Bombardier               | Hybride                          | 250  | 264         | Alvia         |